# Klątwa LaBonte'a
Klątwa LaBonte'a – nazwa dla incydentu i jego domniemanych konsekwencji, do których doszło podczas finału Mistrzostw Świata Mężczyzn w Curlingu 1972 rozgrywanych w niemieckim Garmisch-Partenkirchen. Jest to jeden z najbardziej znanych przesądów związanych z historią curlingu.
W finale spotkały się zespoły Kanady (Orest Meleschuk) i Stanów Zjednoczonych (Robert LaBonte). Kanadyjczycy jak dotychczas w zawodach pozostawali niepokonani, jednak przed ostatnim Endem finału tracili dwa punkty do przeciwników. Potrzebowali dwóch punktów, by doprowadzić do extra endu; zadanie to mieli trochę ułatwione, ponieważ posiadali przywilej ostatniego kamienia. Przed ostatnim zagraniem Meleschuka to Amerykanie mieli ustawiony najlepszy kamień na guziku, jednak następny był kamień kanadyjski. Orest musiał wybić kamień przeciwnika, a swój zatrzymać w ośmiostopowej strefie punktowej, ponieważ na pograniczu 8- i 12-foot znajdował się kolejny kamień Amerykanów. Pierwsza część zadania została wykonana bardzo dobrze, wybijany kamień nie poruszył przy tym innych. Gorzej było z kamieniem wybijającym, który odtoczył się tak, że nie było wiadomo, czy Kanada wywalczyła dwa punkty, czy tylko jeden. 
Wiceskip Frank Aasand w geście zwycięstwa podskoczył z wyciągniętą w górę szczotką. W tym samym czasie kanadyjski wiceskip Dave Romano cały czas przyglądał się kamieniom. Mimo tego na taflę wbiegł także Robert LaBonte, który również skoczył ze szczęścia, jednak podczas lądowania przewrócił się i w ten sposób przesunął sporny kamień Kanadyjczyków bliżej środka. W wyniku incydentu Kanadzie przyznano dwa punkty, co doprowadziło do rozegrania dodatkowej partii. 
Meleschuk zbudował dobrą dla siebie sytuację i miał przed ostatnim zagraniem LaBonte'a punktujący kamień. W kończącym zagraniu Amerykanin chciał wybijać niekorzystny dla siebie kamień, jednak zagrywany przez niego kamień nie wkręcił się. Tym samym Kanada przejęła partię za jeden i zdobyła tytuł mistrzów świata wynikiem 10:9.
Z wydarzenia zaczęli żartować komentatorzy sportowi, okrzykując to klątwą, głównie dlatego, iż reprezentanci Kanady przez 7 następnych lat nie sięgnęli po złote medale tej imprezy. A we wcześniejszych 13 edycjach dokonywali tego aż 11-krotnie. Dopiero w 1980 turniej wygrał Rick Folk. W rzeczywistości należy przypisać to znacznemu rozwojowi dyscypliny w Europie, szczególnie w Szwajcarii, Szwecji i Norwegii.
Uważa się, że klątwa miała także skutki w Stanach Zjednoczonych. LaBonte reprezentował Dakotę Północną, drużyna z tego stanu wygrała kolejne mistrzostwa kraju dopiero po 25 latach. W 1997 dokonał tego Craig Disher z Langdon.

## Wynik
Wynik meczu finałowego:
| Kraj | Kraj              | 1 | 2 | 3 | 4 | 5 | 6 | 7 | 8 | 9 | 10 | 11 | Ogółem |
|      | Kanada            | 2 | 0 | 2 | 1 | 0 | 2 | 0 | 0 | 0 | 2  | 1  | 10     |
|      | Stany Zjednoczone | 0 | 1 | 0 | 0 | 2 | 0 | 2 | 2 | 2 | 0  | 0  | 9      |